# Əyyub Quliyev (Dirigent)
Əyyub Quliyev (Ayyub Gulijew; Ayyub Guliyev; * 1984 in Baku) ist ein aserbaidschanischer Dirigent.
Quliyev studierte von 1999 bis 2004 an der Musikakademie Baku bei Yalchin Adigezalov. Als Empfänger des Uzeir-Hadjibekov-Stipendiums des Akademischen Konzils der Musikakademie war er von 2001 bis 2004 stellvertretender Dirigent des Jugendsinfonieorchesters von Baku. Von 2005 bis 2007 studierte er Operndirigant am Sankt Petersburger Konservatorium bei Alexander Polishchuk. Es folgte ein Postgraduiertenstudium an der Universität für Musik und darstellende Kunst Wien bei Mark Stringer. Außerdem besuchte Guliyev Meisterklassen von Daniel Harding, Johannes Schlaefli, Riccardo Capasso, Juri Iwanowitsch Simonow und Rauf Abdullayev. Er erhielt u. a. Erste Preise beim Internationalen Dirigentenwettbewerb Witold Lutoslawski (2006), beim Internationalen Dirigentenwettbewerb Arturo Toscanini und beim Internationalen Dirigentenwettbewerb in Craiovae 2009 und 2010 den Giuseppe-Sinopoli-Preis.
2007 dirigierte Quliyev als seine erste Opernproduktion Le nozze di Figaro am Sankt Petersburger Michailowski-Theater. 2010 nahm er als Dirigent am Musical Olympus Concert in der Carnegie Hall teil. 2011 wurde er Leiter des der Aserbaidschanischen Staatsoper und des Balletttheaters, ab 2018 hatte er hier die Position des Chefdirigenten und künstlerischen Leiters inne. Von 2013 bis 2017 war er außerdem Erster Gastdirigent des Akademischen Sinfonieorchesters V. Safonov. 2018 wurde er Erster Gastdirigent des Philharmonieorchesters von Kunming.